# Giuseppe Ferdinando Piana
Giuseppe Ferdinando Piana (Ceriana, 3 décembre 1864 – Bordighera, 29 avril 1956) est un peintre italien.

## Biographie
Dès son plus jeune âge, Piana montre une forte aptitude pour la peinture. C’est Ernest Meissonier qui, dans un de ses séjours à Villa Garnier, conseille aux parents de Piana de faire entreprendre à leur fils des études artistiques.
En 1882, Giuseppe Ferdinando Piana se rend à Turin pour étudier à l’Accademia Albertina où il aura comme professeurs Francesco Gamba et Andrea Gastaldi. C’est donc dans la capitale du Piémont qu’il fait ses débuts artistiques en réalisant ses premières peintures: A ponente di Bordighera, campagna ligure, Politica rustica et, en 1898, Studio d’artista qui sera achetée par le gouvernement italien de l’époque.

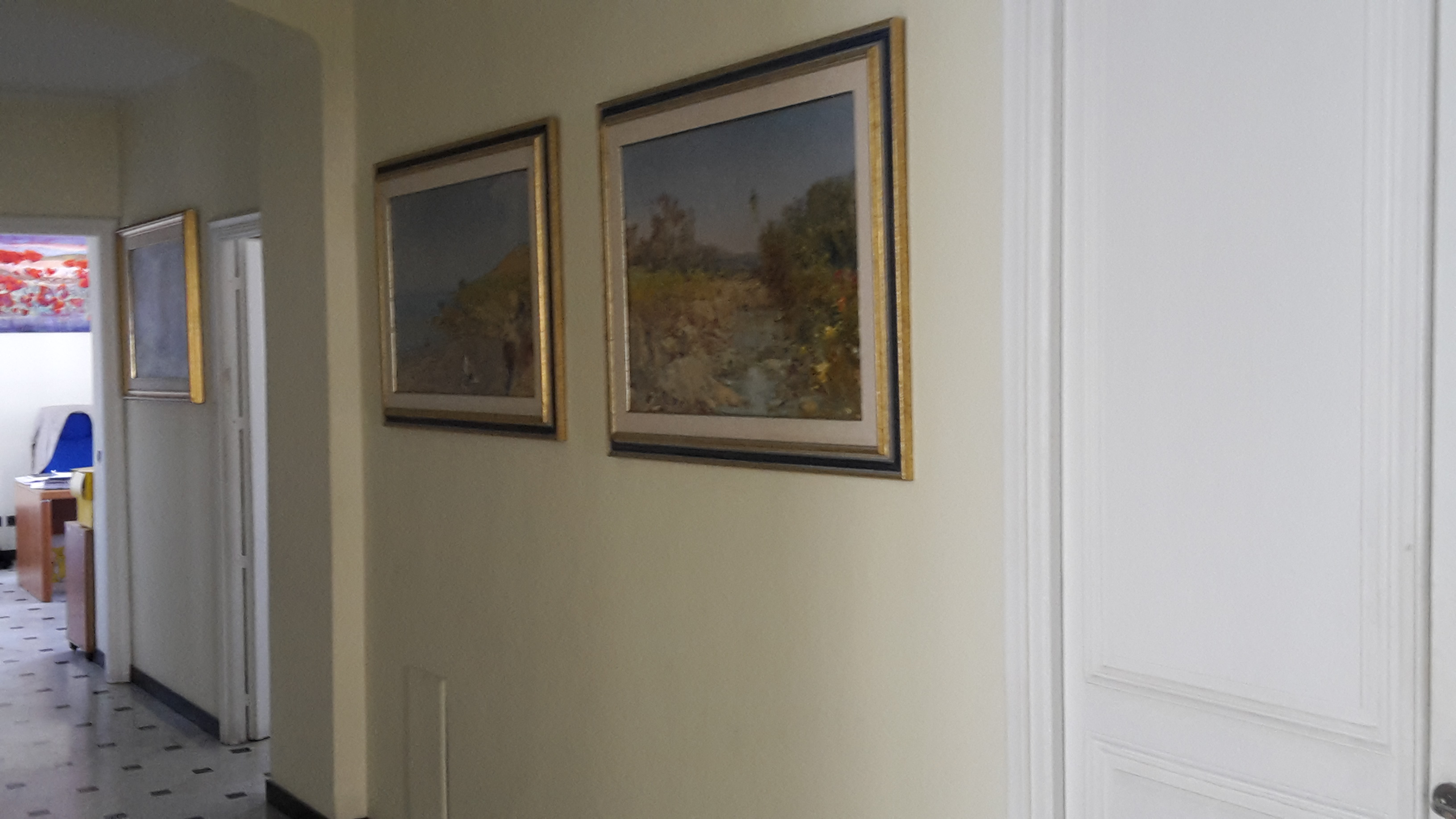
Couloir avec tableaux de G.F. Piana

En 1903, il déménage à Sesto San Giovanni, il expose à la Permanente de Milan où il présente Paix, un tableau qui aura un succès public et critique inattendu. En 1906, il est invité à l'exposition nationale de Milan où il présente Cortile dei leoni a Granada, La danza delle olive et Mare dopo la pioggia, les deux derniers tableaux seront achetés par la Galerie d'art moderne de Milan. En 1919, il participe à la Quadriennale de Turin, née en 1902, en présentant L’ultima onda, un de ses tableaux les plus connus. La même année, il est nommé membre de l'Académie des beaux-arts de Brera.
En plus de la peinture, il se consacre à la technique de la fresque et sa réputation était telle que même la reine Marguerite lui commande une fresque pour Villa Etelinda. Ayant vécu à Bordighera depuis son enfance, il a la possibilité de connaitre tous les artistes bordigotti de son temps, y compris Charles Garnier, Mosè Bianchi, Hermann Nestel, Friederich von Kleudgen, Giuseppe Balbo et Pompeo Mariani. Ce dernier sera l'un de ses amis les plus proches et ce sera Piana qui lui présentera Marcellina Caronni, sa future femme.
Giuseppe Ferdinando Piana  consacra toujours une attention particulière aux couleurs de Bordighera et des localités voisines, observable dans ses tableaux. Dans ses œuvres, aquarelles ou toiles à l'huile, il étudia souvent des sujets avec une riche végétation et des paysages lumineux. La Reine Mère, qui appréciait beaucoup son travail, lui demanda de devenir son professeur personnel de peinture. À Bordighera il rencontra aussi De Amicis et il réalisa pour lui un portrait.
Plusieurs expositions pour ses tableaux furent organisées, dont une particulièrement riche en 1954 au Palazzo del Parco à Bordighera et une très significative, pour le type d'œuvres exposées, à la Galerie Bolzani de Milan en 1968.
Parmi ses élèves, le plus aimé fut Fernando Pelosini (1901-1982), à qui il légua tout son matériel pour la peinture. 
Giuseppe Ferdinando Piana mourut à Bordighera en 1956, à l'âge de 92 ans.